# Frans van Vught
Franciscus Adrianus (Frans) van Vught (Montfoort, 23 juli 1950) is een Nederlandse planoloog en socioloog, oud-rector magnificus en oud-voorzitter van het college van bestuur van de Universiteit Twente. Hij was een sleutelfiguur in het hoger onderwijs in Nederland, en gold volgens de Science Guide 2008 als de meest invloedrijke inspirator uit de kennissector.

## Biografie
Van Vught studeerde stads- en regionale planning en sociologie aan de Rijksuniversiteit Utrecht en werkte enkele jaren aan verschillende Amerikaanse universiteiten. In 1982 promoveerde hij tot doctor in de beleidswetenschappen aan de Universiteit Twente.
In 1986 werd Van Vught benoemd tot hoogleraar Planningsmethodologie bij de faculteit Bestuurskunde. Hij is ook initiator, oprichter en eerste wetenschappelijk directeur van de Nederlandse Onderzoeksschool voor Bestuurskunde (Netherlands Institute of Government). Hij was tevens directeur van het Centrum voor Studies van het Hoger Onderwijsbeleid (CSHOB, nu Centre for Higher Education Policy Studies (CHEPS)). In 1997 werd hij in Twente rector magnificus en in 2001 tevens voorzitter van het College van Bestuur. In april 2002 werd hij eveneens plaatsvervangend kroonlid van de Sociaal-Economische Raad (SER). Tijdens de dies natalis van de Universiteit Twente op 26 november 2004 nam Van Vught afscheid.
Het jaar daarop trad Van Vught als eerste Nederlander toe tot het bestuur van de Europese vereniging van universiteiten, de EUA. Hij maakt tegenwoordig deel uit van de denktank van Jose Manuel Barroso, die richting geeft aan het onderwijs- en technologiebeleid van Europa. Hij is verder voormalig lid van het Innovatieplatform.
In 1999 kreeg hij een eredoctoraat van de Universiteit Gent vanwege zijn grote verdienste voor beleidswetenschap en bestuurskunde. In 2007 ontving hij een eredoctoraat van de universiteit van Strathclyde in Glasgow vanwege zijn invloedrijke publicaties en zijn hoger onderwijsonderzoek.

## Werk
Eind jaren zeventig maakte Van Vught naam met enkele overzichtswerken over planning en beleid, wat een belangrijke invloed heeft gehad op de ontwikkeling van de bestuurskunde en de beleidswetenschap. Hij heeft daarnaast internationale faam verworven als deskundige op het terrein van het hoger onderwijsbeleid.

### Toekomstverkenning
Van Vught schreef een serie boeken over methodes en technieken van toekomstonderzoek met onder andere "Forecasting" uit 1978, "Experimentele Beleidsplanning" uit 1982 en "Impact Forecasting" uit 1989. Hierbij ontwikkelde hij een fundamenteel-wetenschapstheoretische analyse van de mogelijkheden en de beperkingen van toekomstverkenningen, welke grote invloed heeft gehad op het toekomstgerichte denken in beleid en managementprocessen.

### Sociale planning
In het boek uit 1979 "Sociale planning: oorsprong en ontwikkeling van het Amerikaanse planningsdenken" biedt Frans van Vught een overzicht van de talrijke theoretische oriëntaties in de planningswereld. Sociale planning definieert hij als het planmatig ingrijpen in de maatschappelijke processen, wat zowel sociale als economische en ruimtelijke eigenschappen betreft. Een echte planningstheorie bestaat hieromtrent niet, en de toenmalige vakliteratuur was een wildgroei aan beschouwingen. Het boek "Sociale planning" is een aanzet om hierin benaderingen te onderkennen en de grondslagen hiervan na te gaan.

## Publicaties
Van Vught heeft meer dan 30 boeken geschreven en meer dan 250 artikelen op de gebieden van planning, beleid en hoger onderwijs. Een selectie:
- 1978. Forecasting: methoden en technieken voor toekomstonderzoek, in samenwerking met Joseph van Doorn, Van Gorcum Assen.
- 1978. Planning: methoden en technieken voor beleidsondersteuning, in samenwerking met Joseph van Doorn, Van Gorcum Assen.
- 1979. Sociale planning: oorsprong en ontwikkeling van het Amerikaanse planningsdenken, Van Gorcum Assen.
- 1981. Nederland op zoek naar zijn toekomst, in samenwerking met Joseph van Doorn, Het Spectrum.
- 1995. Governance structures in higher education, NIG working papers.
- 1997. Political institutions and public policy: perspectives on European decision making. Met Bernard Steunenberg (red.), Kluwer Academic Publishers Dordrecht.
- 2012.  Multidimensional Ranking. The Design and Development of U-Multirank. Met  Frank Ziegele (red.), Springer.